# عرب تایمز (ایالات متحده)
عرب تایمز (عربی: عرب تايمز) یک روزنامه عربی است که در آمریکا منتشر می‌شود، تنها روزنامه عربی است که در همه کشورهای عربی ممنوع شده‌است، اخیراً ممنوعیت در الجزایر و سوریه توسط اسامه فوزی فلسطین لغو شده‌است.

## شکل‌گیری
در اوت ۱۹۸۶ در هوستون ایالت تگزاس آمریکا، در ۱۲ صفحه منتشر شد و در طی یکسال تعداد صفحات روزنامه به ۴۸ عدد افزایش پیدا کرد، نیمی از صفحات این روزنامه برای آگهی شرکت‌های آمریکایی، عربی و موسسات است. این روزنامه تنها روزنامه عربی است که در ایالات متحده منتشر می‌شود و در سراسر ایالات متحده و بریتانیا توزیع می‌گردد. این روزنامه همچنین تنها روزنامه عربی است که در ایالات متحده عرضه می‌شود و بلافاصله پس از انتشار آن، به اتمام می‌رسد. در سال ۱۹۹۷، روزنامه عرب تایمز وبسایت خود را نیز راه‌اندازی کرده‌است.